# Guido D'Ippolito
Il Marchese Guido d'Ippolito dei marchesi di Sant'Ippolito (Nicastro, 14 settembre 1894 – Altamura, 8 ottobre 1933) è stato un pilota automobilistico italiano, considerato uno dei migliori specialisti di corse su strada della sua epoca e, probabilmente, assieme a Goffredo Zehender, il miglior pilota calabrese nel periodo fra le due guerre.

## Biografia
Fece parte della prima Scuderia Ferrari creata da Enzo Ferrari con automobili Alfa Romeo. Ottenne un secondo posto assoluto alla 24 Ore di Spa del 1932, la gara nella quale sul cofano delle Alfa Romeo della Scuderia Ferrari comparve per la prima volta il "cavallino rampante", oltre a numerose vittorie ed ottimi piazzamenti in altri prestigiosi trofei dell'epoca, tra cui la Targa Florio (9º nel 1930 e 5º nel 1931), la Mille Miglia e la Coppa Sila. Quest'ultima, certamente la sua preferita anche perché disputata sulle strade di casa, la vinse due volte (1930 e 1933), per tre volte fu secondo (1926, 1927 e 1931) e una volta terzo (1929). Nel 1930 fu anche terzo assoluto in coppia con Angelo Guatta al Circuito Automobilistico del Sud, una massacrante gara in linea sul tracciato: Benevento-Foggia-Bari-Taranto-Matera-Potenza-Salerno-Avellino, di oltre 900 km su strade spesso impossibili.
Morì durante il "I Giro delle Provincie Meridionali - I Coppa Principessa di Piemonte", una gara in linea di 787 km sul percorso: Napoli-Pompei-Nocera Inferiore-Cava dei Tirreni-Vietri sul mare-Salerno-Battipaglia-Eboli-Auletta-Vietri di Potenza-Potenza-Gravina di Puglia-Altamura-Bitetto–Bari, e ritorno per Giovinazzo-Molfetta-Bisceglie-Trani-Barletta-Cerignola-Foggia-Lucera-Campobasso-Avellino-Capodichino–Napoli.
Alla sua morte lasciò la moglie Antonietta ed i figli Enrico e Ninfa. 
A lui è intitolato lo stadio principale di Lamezia Terme ed una scuderia che opera nel campo dell'automobilismo d'epoca, la Scuderia Piloti Autostoriche Calabresi "Guido D'Ippolito".